# Ituglanis gracilior
Ituglanis gracilior är en fiskart som först beskrevs av Eigenmann 1912.  Ituglanis gracilior ingår i släktet Ituglanis och familjen Trichomycteridae. Inga underarter finns listade i Catalogue of Life.